# Матч за звание чемпиона мира по классическим шахматам 2004
Матч за звание чемпиона мира по шахматам 2004 года по версии ПША — проходил между чемпионом мира Владимиром Крамником и претендентом Петером Леко в Бриссаго (Швейцария) с 25 сентября по 18 октября.
Матч закончился вничью 7 : 7 и, согласно правилам матча, Крамник остался чемпионом мира по классическим шахматам.

## Примечательные партии

### Крамник — Леко
|   | a | b | c | d | e | f | g | h |   |
| - | --- | --- | --- | --- | --- | --- | --- | --- | - |
| 8 | d8 чёрный король · b7 чёрная пешка · g7 белая ладья · a6 чёрная пешка · b6 белая пешка · c6 чёрный слон · d6 белый конь · e6 чёрная пешка · d5 чёрная пешка · e5 белая пешка · a4 чёрная ладья · d4 белая пешка · e2 белый король · f2 белая пешка | d8 чёрный король · b7 чёрная пешка · g7 белая ладья · a6 чёрная пешка · b6 белая пешка · c6 чёрный слон · d6 белый конь · e6 чёрная пешка · d5 чёрная пешка · e5 белая пешка · a4 чёрная ладья · d4 белая пешка · e2 белый король · f2 белая пешка | d8 чёрный король · b7 чёрная пешка · g7 белая ладья · a6 чёрная пешка · b6 белая пешка · c6 чёрный слон · d6 белый конь · e6 чёрная пешка · d5 чёрная пешка · e5 белая пешка · a4 чёрная ладья · d4 белая пешка · e2 белый король · f2 белая пешка | d8 чёрный король · b7 чёрная пешка · g7 белая ладья · a6 чёрная пешка · b6 белая пешка · c6 чёрный слон · d6 белый конь · e6 чёрная пешка · d5 чёрная пешка · e5 белая пешка · a4 чёрная ладья · d4 белая пешка · e2 белый король · f2 белая пешка | d8 чёрный король · b7 чёрная пешка · g7 белая ладья · a6 чёрная пешка · b6 белая пешка · c6 чёрный слон · d6 белый конь · e6 чёрная пешка · d5 чёрная пешка · e5 белая пешка · a4 чёрная ладья · d4 белая пешка · e2 белый король · f2 белая пешка | d8 чёрный король · b7 чёрная пешка · g7 белая ладья · a6 чёрная пешка · b6 белая пешка · c6 чёрный слон · d6 белый конь · e6 чёрная пешка · d5 чёрная пешка · e5 белая пешка · a4 чёрная ладья · d4 белая пешка · e2 белый король · f2 белая пешка | d8 чёрный король · b7 чёрная пешка · g7 белая ладья · a6 чёрная пешка · b6 белая пешка · c6 чёрный слон · d6 белый конь · e6 чёрная пешка · d5 чёрная пешка · e5 белая пешка · a4 чёрная ладья · d4 белая пешка · e2 белый король · f2 белая пешка | d8 чёрный король · b7 чёрная пешка · g7 белая ладья · a6 чёрная пешка · b6 белая пешка · c6 чёрный слон · d6 белый конь · e6 чёрная пешка · d5 чёрная пешка · e5 белая пешка · a4 чёрная ладья · d4 белая пешка · e2 белый король · f2 белая пешка | 8 |
| 7 | d8 чёрный король · b7 чёрная пешка · g7 белая ладья · a6 чёрная пешка · b6 белая пешка · c6 чёрный слон · d6 белый конь · e6 чёрная пешка · d5 чёрная пешка · e5 белая пешка · a4 чёрная ладья · d4 белая пешка · e2 белый король · f2 белая пешка | d8 чёрный король · b7 чёрная пешка · g7 белая ладья · a6 чёрная пешка · b6 белая пешка · c6 чёрный слон · d6 белый конь · e6 чёрная пешка · d5 чёрная пешка · e5 белая пешка · a4 чёрная ладья · d4 белая пешка · e2 белый король · f2 белая пешка | d8 чёрный король · b7 чёрная пешка · g7 белая ладья · a6 чёрная пешка · b6 белая пешка · c6 чёрный слон · d6 белый конь · e6 чёрная пешка · d5 чёрная пешка · e5 белая пешка · a4 чёрная ладья · d4 белая пешка · e2 белый король · f2 белая пешка | d8 чёрный король · b7 чёрная пешка · g7 белая ладья · a6 чёрная пешка · b6 белая пешка · c6 чёрный слон · d6 белый конь · e6 чёрная пешка · d5 чёрная пешка · e5 белая пешка · a4 чёрная ладья · d4 белая пешка · e2 белый король · f2 белая пешка | d8 чёрный король · b7 чёрная пешка · g7 белая ладья · a6 чёрная пешка · b6 белая пешка · c6 чёрный слон · d6 белый конь · e6 чёрная пешка · d5 чёрная пешка · e5 белая пешка · a4 чёрная ладья · d4 белая пешка · e2 белый король · f2 белая пешка | d8 чёрный король · b7 чёрная пешка · g7 белая ладья · a6 чёрная пешка · b6 белая пешка · c6 чёрный слон · d6 белый конь · e6 чёрная пешка · d5 чёрная пешка · e5 белая пешка · a4 чёрная ладья · d4 белая пешка · e2 белый король · f2 белая пешка | d8 чёрный король · b7 чёрная пешка · g7 белая ладья · a6 чёрная пешка · b6 белая пешка · c6 чёрный слон · d6 белый конь · e6 чёрная пешка · d5 чёрная пешка · e5 белая пешка · a4 чёрная ладья · d4 белая пешка · e2 белый король · f2 белая пешка | d8 чёрный король · b7 чёрная пешка · g7 белая ладья · a6 чёрная пешка · b6 белая пешка · c6 чёрный слон · d6 белый конь · e6 чёрная пешка · d5 чёрная пешка · e5 белая пешка · a4 чёрная ладья · d4 белая пешка · e2 белый король · f2 белая пешка | 7 |
| 6 | d8 чёрный король · b7 чёрная пешка · g7 белая ладья · a6 чёрная пешка · b6 белая пешка · c6 чёрный слон · d6 белый конь · e6 чёрная пешка · d5 чёрная пешка · e5 белая пешка · a4 чёрная ладья · d4 белая пешка · e2 белый король · f2 белая пешка | d8 чёрный король · b7 чёрная пешка · g7 белая ладья · a6 чёрная пешка · b6 белая пешка · c6 чёрный слон · d6 белый конь · e6 чёрная пешка · d5 чёрная пешка · e5 белая пешка · a4 чёрная ладья · d4 белая пешка · e2 белый король · f2 белая пешка | d8 чёрный король · b7 чёрная пешка · g7 белая ладья · a6 чёрная пешка · b6 белая пешка · c6 чёрный слон · d6 белый конь · e6 чёрная пешка · d5 чёрная пешка · e5 белая пешка · a4 чёрная ладья · d4 белая пешка · e2 белый король · f2 белая пешка | d8 чёрный король · b7 чёрная пешка · g7 белая ладья · a6 чёрная пешка · b6 белая пешка · c6 чёрный слон · d6 белый конь · e6 чёрная пешка · d5 чёрная пешка · e5 белая пешка · a4 чёрная ладья · d4 белая пешка · e2 белый король · f2 белая пешка | d8 чёрный король · b7 чёрная пешка · g7 белая ладья · a6 чёрная пешка · b6 белая пешка · c6 чёрный слон · d6 белый конь · e6 чёрная пешка · d5 чёрная пешка · e5 белая пешка · a4 чёрная ладья · d4 белая пешка · e2 белый король · f2 белая пешка | d8 чёрный король · b7 чёрная пешка · g7 белая ладья · a6 чёрная пешка · b6 белая пешка · c6 чёрный слон · d6 белый конь · e6 чёрная пешка · d5 чёрная пешка · e5 белая пешка · a4 чёрная ладья · d4 белая пешка · e2 белый король · f2 белая пешка | d8 чёрный король · b7 чёрная пешка · g7 белая ладья · a6 чёрная пешка · b6 белая пешка · c6 чёрный слон · d6 белый конь · e6 чёрная пешка · d5 чёрная пешка · e5 белая пешка · a4 чёрная ладья · d4 белая пешка · e2 белый король · f2 белая пешка | d8 чёрный король · b7 чёрная пешка · g7 белая ладья · a6 чёрная пешка · b6 белая пешка · c6 чёрный слон · d6 белый конь · e6 чёрная пешка · d5 чёрная пешка · e5 белая пешка · a4 чёрная ладья · d4 белая пешка · e2 белый король · f2 белая пешка | 6 |
| 5 | d8 чёрный король · b7 чёрная пешка · g7 белая ладья · a6 чёрная пешка · b6 белая пешка · c6 чёрный слон · d6 белый конь · e6 чёрная пешка · d5 чёрная пешка · e5 белая пешка · a4 чёрная ладья · d4 белая пешка · e2 белый король · f2 белая пешка | d8 чёрный король · b7 чёрная пешка · g7 белая ладья · a6 чёрная пешка · b6 белая пешка · c6 чёрный слон · d6 белый конь · e6 чёрная пешка · d5 чёрная пешка · e5 белая пешка · a4 чёрная ладья · d4 белая пешка · e2 белый король · f2 белая пешка | d8 чёрный король · b7 чёрная пешка · g7 белая ладья · a6 чёрная пешка · b6 белая пешка · c6 чёрный слон · d6 белый конь · e6 чёрная пешка · d5 чёрная пешка · e5 белая пешка · a4 чёрная ладья · d4 белая пешка · e2 белый король · f2 белая пешка | d8 чёрный король · b7 чёрная пешка · g7 белая ладья · a6 чёрная пешка · b6 белая пешка · c6 чёрный слон · d6 белый конь · e6 чёрная пешка · d5 чёрная пешка · e5 белая пешка · a4 чёрная ладья · d4 белая пешка · e2 белый король · f2 белая пешка | d8 чёрный король · b7 чёрная пешка · g7 белая ладья · a6 чёрная пешка · b6 белая пешка · c6 чёрный слон · d6 белый конь · e6 чёрная пешка · d5 чёрная пешка · e5 белая пешка · a4 чёрная ладья · d4 белая пешка · e2 белый король · f2 белая пешка | d8 чёрный король · b7 чёрная пешка · g7 белая ладья · a6 чёрная пешка · b6 белая пешка · c6 чёрный слон · d6 белый конь · e6 чёрная пешка · d5 чёрная пешка · e5 белая пешка · a4 чёрная ладья · d4 белая пешка · e2 белый король · f2 белая пешка | d8 чёрный король · b7 чёрная пешка · g7 белая ладья · a6 чёрная пешка · b6 белая пешка · c6 чёрный слон · d6 белый конь · e6 чёрная пешка · d5 чёрная пешка · e5 белая пешка · a4 чёрная ладья · d4 белая пешка · e2 белый король · f2 белая пешка | d8 чёрный король · b7 чёрная пешка · g7 белая ладья · a6 чёрная пешка · b6 белая пешка · c6 чёрный слон · d6 белый конь · e6 чёрная пешка · d5 чёрная пешка · e5 белая пешка · a4 чёрная ладья · d4 белая пешка · e2 белый король · f2 белая пешка | 5 |
| 4 | d8 чёрный король · b7 чёрная пешка · g7 белая ладья · a6 чёрная пешка · b6 белая пешка · c6 чёрный слон · d6 белый конь · e6 чёрная пешка · d5 чёрная пешка · e5 белая пешка · a4 чёрная ладья · d4 белая пешка · e2 белый король · f2 белая пешка | d8 чёрный король · b7 чёрная пешка · g7 белая ладья · a6 чёрная пешка · b6 белая пешка · c6 чёрный слон · d6 белый конь · e6 чёрная пешка · d5 чёрная пешка · e5 белая пешка · a4 чёрная ладья · d4 белая пешка · e2 белый король · f2 белая пешка | d8 чёрный король · b7 чёрная пешка · g7 белая ладья · a6 чёрная пешка · b6 белая пешка · c6 чёрный слон · d6 белый конь · e6 чёрная пешка · d5 чёрная пешка · e5 белая пешка · a4 чёрная ладья · d4 белая пешка · e2 белый король · f2 белая пешка | d8 чёрный король · b7 чёрная пешка · g7 белая ладья · a6 чёрная пешка · b6 белая пешка · c6 чёрный слон · d6 белый конь · e6 чёрная пешка · d5 чёрная пешка · e5 белая пешка · a4 чёрная ладья · d4 белая пешка · e2 белый король · f2 белая пешка | d8 чёрный король · b7 чёрная пешка · g7 белая ладья · a6 чёрная пешка · b6 белая пешка · c6 чёрный слон · d6 белый конь · e6 чёрная пешка · d5 чёрная пешка · e5 белая пешка · a4 чёрная ладья · d4 белая пешка · e2 белый король · f2 белая пешка | d8 чёрный король · b7 чёрная пешка · g7 белая ладья · a6 чёрная пешка · b6 белая пешка · c6 чёрный слон · d6 белый конь · e6 чёрная пешка · d5 чёрная пешка · e5 белая пешка · a4 чёрная ладья · d4 белая пешка · e2 белый король · f2 белая пешка | d8 чёрный король · b7 чёрная пешка · g7 белая ладья · a6 чёрная пешка · b6 белая пешка · c6 чёрный слон · d6 белый конь · e6 чёрная пешка · d5 чёрная пешка · e5 белая пешка · a4 чёрная ладья · d4 белая пешка · e2 белый король · f2 белая пешка | d8 чёрный король · b7 чёрная пешка · g7 белая ладья · a6 чёрная пешка · b6 белая пешка · c6 чёрный слон · d6 белый конь · e6 чёрная пешка · d5 чёрная пешка · e5 белая пешка · a4 чёрная ладья · d4 белая пешка · e2 белый король · f2 белая пешка | 4 |
| 3 | d8 чёрный король · b7 чёрная пешка · g7 белая ладья · a6 чёрная пешка · b6 белая пешка · c6 чёрный слон · d6 белый конь · e6 чёрная пешка · d5 чёрная пешка · e5 белая пешка · a4 чёрная ладья · d4 белая пешка · e2 белый король · f2 белая пешка | d8 чёрный король · b7 чёрная пешка · g7 белая ладья · a6 чёрная пешка · b6 белая пешка · c6 чёрный слон · d6 белый конь · e6 чёрная пешка · d5 чёрная пешка · e5 белая пешка · a4 чёрная ладья · d4 белая пешка · e2 белый король · f2 белая пешка | d8 чёрный король · b7 чёрная пешка · g7 белая ладья · a6 чёрная пешка · b6 белая пешка · c6 чёрный слон · d6 белый конь · e6 чёрная пешка · d5 чёрная пешка · e5 белая пешка · a4 чёрная ладья · d4 белая пешка · e2 белый король · f2 белая пешка | d8 чёрный король · b7 чёрная пешка · g7 белая ладья · a6 чёрная пешка · b6 белая пешка · c6 чёрный слон · d6 белый конь · e6 чёрная пешка · d5 чёрная пешка · e5 белая пешка · a4 чёрная ладья · d4 белая пешка · e2 белый король · f2 белая пешка | d8 чёрный король · b7 чёрная пешка · g7 белая ладья · a6 чёрная пешка · b6 белая пешка · c6 чёрный слон · d6 белый конь · e6 чёрная пешка · d5 чёрная пешка · e5 белая пешка · a4 чёрная ладья · d4 белая пешка · e2 белый король · f2 белая пешка | d8 чёрный король · b7 чёрная пешка · g7 белая ладья · a6 чёрная пешка · b6 белая пешка · c6 чёрный слон · d6 белый конь · e6 чёрная пешка · d5 чёрная пешка · e5 белая пешка · a4 чёрная ладья · d4 белая пешка · e2 белый король · f2 белая пешка | d8 чёрный король · b7 чёрная пешка · g7 белая ладья · a6 чёрная пешка · b6 белая пешка · c6 чёрный слон · d6 белый конь · e6 чёрная пешка · d5 чёрная пешка · e5 белая пешка · a4 чёрная ладья · d4 белая пешка · e2 белый король · f2 белая пешка | d8 чёрный король · b7 чёрная пешка · g7 белая ладья · a6 чёрная пешка · b6 белая пешка · c6 чёрный слон · d6 белый конь · e6 чёрная пешка · d5 чёрная пешка · e5 белая пешка · a4 чёрная ладья · d4 белая пешка · e2 белый король · f2 белая пешка | 3 |
| 2 | d8 чёрный король · b7 чёрная пешка · g7 белая ладья · a6 чёрная пешка · b6 белая пешка · c6 чёрный слон · d6 белый конь · e6 чёрная пешка · d5 чёрная пешка · e5 белая пешка · a4 чёрная ладья · d4 белая пешка · e2 белый король · f2 белая пешка | d8 чёрный король · b7 чёрная пешка · g7 белая ладья · a6 чёрная пешка · b6 белая пешка · c6 чёрный слон · d6 белый конь · e6 чёрная пешка · d5 чёрная пешка · e5 белая пешка · a4 чёрная ладья · d4 белая пешка · e2 белый король · f2 белая пешка | d8 чёрный король · b7 чёрная пешка · g7 белая ладья · a6 чёрная пешка · b6 белая пешка · c6 чёрный слон · d6 белый конь · e6 чёрная пешка · d5 чёрная пешка · e5 белая пешка · a4 чёрная ладья · d4 белая пешка · e2 белый король · f2 белая пешка | d8 чёрный король · b7 чёрная пешка · g7 белая ладья · a6 чёрная пешка · b6 белая пешка · c6 чёрный слон · d6 белый конь · e6 чёрная пешка · d5 чёрная пешка · e5 белая пешка · a4 чёрная ладья · d4 белая пешка · e2 белый король · f2 белая пешка | d8 чёрный король · b7 чёрная пешка · g7 белая ладья · a6 чёрная пешка · b6 белая пешка · c6 чёрный слон · d6 белый конь · e6 чёрная пешка · d5 чёрная пешка · e5 белая пешка · a4 чёрная ладья · d4 белая пешка · e2 белый король · f2 белая пешка | d8 чёрный король · b7 чёрная пешка · g7 белая ладья · a6 чёрная пешка · b6 белая пешка · c6 чёрный слон · d6 белый конь · e6 чёрная пешка · d5 чёрная пешка · e5 белая пешка · a4 чёрная ладья · d4 белая пешка · e2 белый король · f2 белая пешка | d8 чёрный король · b7 чёрная пешка · g7 белая ладья · a6 чёрная пешка · b6 белая пешка · c6 чёрный слон · d6 белый конь · e6 чёрная пешка · d5 чёрная пешка · e5 белая пешка · a4 чёрная ладья · d4 белая пешка · e2 белый король · f2 белая пешка | d8 чёрный король · b7 чёрная пешка · g7 белая ладья · a6 чёрная пешка · b6 белая пешка · c6 чёрный слон · d6 белый конь · e6 чёрная пешка · d5 чёрная пешка · e5 белая пешка · a4 чёрная ладья · d4 белая пешка · e2 белый король · f2 белая пешка | 2 |
| 1 | d8 чёрный король · b7 чёрная пешка · g7 белая ладья · a6 чёрная пешка · b6 белая пешка · c6 чёрный слон · d6 белый конь · e6 чёрная пешка · d5 чёрная пешка · e5 белая пешка · a4 чёрная ладья · d4 белая пешка · e2 белый король · f2 белая пешка | d8 чёрный король · b7 чёрная пешка · g7 белая ладья · a6 чёрная пешка · b6 белая пешка · c6 чёрный слон · d6 белый конь · e6 чёрная пешка · d5 чёрная пешка · e5 белая пешка · a4 чёрная ладья · d4 белая пешка · e2 белый король · f2 белая пешка | d8 чёрный король · b7 чёрная пешка · g7 белая ладья · a6 чёрная пешка · b6 белая пешка · c6 чёрный слон · d6 белый конь · e6 чёрная пешка · d5 чёрная пешка · e5 белая пешка · a4 чёрная ладья · d4 белая пешка · e2 белый король · f2 белая пешка | d8 чёрный король · b7 чёрная пешка · g7 белая ладья · a6 чёрная пешка · b6 белая пешка · c6 чёрный слон · d6 белый конь · e6 чёрная пешка · d5 чёрная пешка · e5 белая пешка · a4 чёрная ладья · d4 белая пешка · e2 белый король · f2 белая пешка | d8 чёрный король · b7 чёрная пешка · g7 белая ладья · a6 чёрная пешка · b6 белая пешка · c6 чёрный слон · d6 белый конь · e6 чёрная пешка · d5 чёрная пешка · e5 белая пешка · a4 чёрная ладья · d4 белая пешка · e2 белый король · f2 белая пешка | d8 чёрный король · b7 чёрная пешка · g7 белая ладья · a6 чёрная пешка · b6 белая пешка · c6 чёрный слон · d6 белый конь · e6 чёрная пешка · d5 чёрная пешка · e5 белая пешка · a4 чёрная ладья · d4 белая пешка · e2 белый король · f2 белая пешка | d8 чёрный король · b7 чёрная пешка · g7 белая ладья · a6 чёрная пешка · b6 белая пешка · c6 чёрный слон · d6 белый конь · e6 чёрная пешка · d5 чёрная пешка · e5 белая пешка · a4 чёрная ладья · d4 белая пешка · e2 белый король · f2 белая пешка | d8 чёрный король · b7 чёрная пешка · g7 белая ладья · a6 чёрная пешка · b6 белая пешка · c6 чёрный слон · d6 белый конь · e6 чёрная пешка · d5 чёрная пешка · e5 белая пешка · a4 чёрная ладья · d4 белая пешка · e2 белый король · f2 белая пешка | 1 |
|   | a | b | c | d | e | f | g | h |   |

1. e4 c6 2. d4 d5 3. e5 Сf5 4. h4 h6 5. g4 Сd7 6. Кd2 с5 7. dc e6 8. Кb3 С:c5 9. К:c5 Фа5+ 10. c3 Ф:c5 11. Кf3 Ке7 12. Сd3 Кbc6 13. Се3 Фа5 14. Фd2 Кg6 15. Сd4 К:d4 16. cd Ф:d2+ 17. Кр: d2 Кf4 18. Лас1 h5 19. Лһg1 Сс6 20. gh К:h5 21. b4 a6 22. a4 Крd8 23. Кg5 Се8 24. b5 Кf4 25. b6 К:d3 26. Кр: d3 Лс8 27. Л:c8+ Кр: c8 28. Лс1+ Сс6 29. К:f7 Л:h4 30. Кd6+ Крd8 31. Лg1 Лһ3+ 32. Кре2 Ла3 33. Л:g7 Л:a4 (см. диаграмму)
34. f4! (несмотря на ограниченность оставшегося на доске материала, белые проводят решающую атаку) Ла2+ 35. Крf3 Ла3+ 36. Крg4 Лd3 37. f5 Л:d4+ 38. Крg5 ef 39. Крf6 Лg4 40. Лс7 Лһ4 41. Кf7+, 1 : 0. Выиграв «на заказ» последнюю партию матча, Крамник сохранил за собой звание чемпиона мира.

## Таблица матча
| №           | Участники         | Страна      | Рейтинг     | 1     | 2     | 3     | 4     | 5    | 6    | 7    | 8    | 9    | 10    | 11    | 12    | 13    | 14    |  | + | − | =  | Очки |
| ----------- | ----------------- | ----------- | ----------- | ----- | ----- | ----- | ----- | ---- | ---- | ---- | ---- | ---- | ----- | ----- | ----- | ----- | ----- |  | - | - | -- | ---- |
| 1           | Крамник, Владимир | Россия      | 2770        | 1     | ½     | ½     | ½     | 0    | ½    | ½    | 0    | ½    | ½     | ½     | ½     | ½     | 1     |  | 2 | 2 | 10 | 7    |
| 2           | Леко, Петер       | Венгрия     | 2741        | 0     | ½     | ½     | ½     | 1    | ½    | ½    | 1    | ½    | ½     | ½     | ½     | ½     | 0     |  | 2 | 2 | 10 | 7    |
| Игровые дни | Игровые дни       | Игровые дни | Игровые дни | 25.09 | 26.09 | 28.09 | 30.09 | 2.10 | 3.10 | 5.10 | 7.10 | 9.10 | 10.10 | 12.10 | 14.10 | 16.10 | 18.10 |  |   |   |    |      |